# Litauischer Industriellenverband

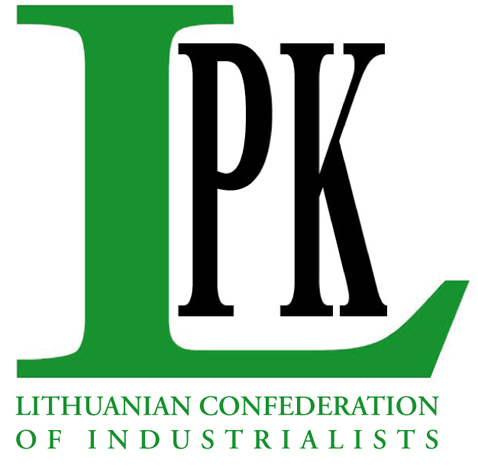

Der Litauische Industriellenverband (lit. Lietuvos pramonininkų konfederacija, LPK) ist ein Wirtschaftsverband in Litauen,  der organisierte Wirtschaftsstrukturen in verschiedenen Regionen Litauens, Industriellen und Unternehmer vereint. LPK 39 Branchen- und acht regionale Verbände mit mehr als 2700 Unternehmen verschiedener Profile. Allerdings gibt es Nicht-Mitglieder der Vereinigungen, die dem Verband  individuell beigetreten haben. LPK umfasst nicht nur die meisten der produzierenden Unternehmen, aber auch Banken, Handelsfirmen, ausländische Firmen, Forschungsinstitute und Bildungseinrichtungen. LPK  deckt alle wichtigen Branchen: fast alle  in Litauen produzierte Waren sind die Leistungen der LPK-Mitglieder.
Litauische Industriellenvereinigung ist eine unpolitische, Nicht-Regierungs-Organisation,  unabhängig vom Staat. LPK  hat einen signifikanten Einfluss auf den litauischen Seimas und  Regierung Litauens.

## Geschichte
April 1930 wurde Lietuvių prekybininkų, pramonininkų ir amatininkų sąjunga (danach Verslininkų sąjunga) errichtet.  Man strebte nach Verbesserung der wirtschaftlichen Wohlergehen der litauischen Nation,  alle litauischen Händler, Industriellen und Handwerker vereinen,  sich um ihre rechtlichen, wirtschaftlichen und kulturellen Angelegenheiten kümmern,  ihre beruflichen Fähigkeiten zur Unterstützung des  Handels, Industrie und Handwerks steigern.

## Leitung
- 1989–1990: Rimvydas Jasinavičius  (*  1943)
- 1990–1993: Algimantas Matulevičius (1948–2024)
- 1993–2012: Bronislovas Lubys (1938–2011)
- Seit 2012: Robertas Dargis (* 1960)

## Mitglieder
Regional
- Alytaus krašto pramonininkų asociacija
- Kauno krašto pramonininkų ir darbdavių asociacija
- Klaipėdos krašto pramonininkų asociacija
- Marijampolės krašto pramonininkų asociacija
- Panevėžio pramonininkų asociacija
- Plungės pramonininkų sąjunga
- Šiaulių pramonininkų asociacija
- Vilniaus pramonės ir verslo asociacija

Branchen
- Lietuvos aludarių gildija;
- Lietuvos chemijos pramonės įmonių asociacija;
- Durpių įmonių asociacija "Lietuviškos durpės";
- Inžinerinės ekologijos asociacija;
- Lietuvos nacionalinė ekspeditorių asociacija LINEKA;
- Lietuvos farmacijos pramonės įmonių asociacija;
- Geležinkelių paslaugų įmonių asociacija GELPA;
- Lietuvos grūdų perdirbėjų asociacija;
- Lietuvos jūrų krovos kompanijų asociacija;
- Lietuvos laivų statytojų ir remontininkų asociacija;
- Lietuvos aprangos ir tekstilės įmonių asociacija;
- Liejyklų asociacija;
- Liftų įmonių asociacija;
- Asociacija "Lietuvos keliai";
- Lietuvos nacionalinė vežėjų automobiliais asociacija LINAVA;
- Asociacija "Lietuvos maisto pramonė";
- Lietuvos inžinerinės pramonės asociacija LINPRA;
- Lietuvos karjerų asociacija;
- Respublikinė langų ir durų gamintojų asociacija;
- Lietuvos statybininkų asociacija;
- Statybos industrijos asociacija;
- Lietuvos stiklininkų asociacija;
- Kooperatinė bendrovė Lietuvos kooperatyvų sąjunga;
- Nacionalinė verslo administratorių asociacija;
- Mokslo institucijų asociacija;
- Nacionalinė elektros tinklų valdytojų asociacija;
- Nacionalinė farmacijos pramonės asociacija;
- Lietuvos medienos pramonės įmonių asociacija "Lietuvos mediena";
- Lietuvos vėjo elektrinių asociacija;
- Lietuvos biomasės energetikos asociacija "LITBIOMA";
- Nacionalinė inovatyvios tekstilės ir aprangos asociacija (NITAA);
- Lietuvos spaustuvininkų asociacija;
- Fotoelektros technologijų ir verslo asociacija;
- Lietuvos informacijos technologijų, telekomunikacijų ir raštinės įrangos asociacija "INFOBALT”;
- Lietuvos vandens tiekėjų asociacija;
- Nacionalinė kūrybinių ir kultūrinių industrijų asociacija.

Nichtassoziiert
UAB „Labbis“, UAB „AGA“, UAB Lietuvos parodų centras „Litexpo“, VĮ Ignalinos atominė elektrinė, UAB „Lodvila“; UAB „E energija“; UAB „Aukmergės baldai“, AB „Lietuvos geležinkeliai“, VšĮ Šiaurės miestelio technologijų parkas,
UAB „Telekomunikaciniai projektai“, UAB „Elgamos grupė“, AB „Invalda LT“, VšĮ „Kauno aukštųjų ir informacinių technologijų parkas“, Lietuvos energetikos institutas, UAB „Archyvų sistemos“, Anwaltskanzlei „LAWIN Lideika, Petrauskas, Valiūnas ir partneriai“

## Nominationen
- „Petras Vileišis“-Nomination
- Nomination Lietuvos pramonininkų konfederacijos „GARBĖS AUKSO ŽENKLAS“, Goldenes Ehrenzeichen
- Lietuvos pramonininkų konfederacijos „GARBĖS AMBASADORIUS“, Ehrenbotschafter
- Vytautas-Andrius-Graičiūnas-Nomination
- Nomination „LIETUVOS METŲ GAMINYS“,  Produkt des Jahres
- Nomination „PROFESIJOS RITERIS“, Berufsritter
- Nomination „LIETUVOS INOVACIJŲ PRIZAS“,  Innovationspreis
- Nomination „LIETUVOS METŲ EKSPORTUOTOJAS“, Exporteur des Jahres
- Nomination „SĖKMINGAI DIRBANTI ĮMONĖ“, erfolgreich agierendes Unternehmen
- Nomination „PASIEKIMAI APLINKOSAUGOJE“, Umweltschutzleistungen